# Challenger DCNS de Cherbourg 1997
Il Challenger DCNS de Cherbourg 1997 è stato un torneo di tennis facente parte della categoria ATP Challenger Series nell'ambito dell'ATP Challenger Series 1997. Il torneo si è giocato a Cherbourg in Francia dal 17 al 23 febbraio 1997 su campi in cemento indoor.

## Vincitori

### Singolare
Frederik Fetterlein ha battuto in finale  Lionel Roux con il punteggio di 6–3, 6–4

### Doppio
Maks Mirny /  Kevin Ullyett hanno battuto in finale  Stefano Pescosolido /  Vincenzo Santopadre con il punteggio di 6–3, 6–7, 6–4